# Епархия Танги
Епархия Танги (лат. Dioecesis Tangaensis) — епархия Римско-Католической Церкви с центром в городе Танга, Танзания. Епархия Танги входит в митрополию Дар-эс-Салама. Кафедральным собором епархии Танги является церковь святого Антония.

## История
18 апреля 1950 года Римский папа Пий XII издал буллу «Amplissima plerumque», которой учредил апостольскую префектуру Танги, выделив её из апостольского викариата Килиманджаро (сегодня — Епархия Моши).
24 февраля 1954 года Римский папа Пий XII издал буллу «Qui idcirco», которой преобразовал апостольскую префектуру Танги в епархию.

## Ординарии
- епископ Eugéne Cornelius Arthurs |I.C. (9.06.1950 — 15.12.1969);
- епископ Maurus Gervase Komba (15.12.1969 — 18.01.1988);
- епископ Telesphore Mkude (18.01.1988 — 5.04.1993), назначен епископом Морогоро;
- епископ Anthony Banzi (10.06.1994 — по настоящее время).

## Источник
- Annuario Pontificio, Libreria Editrice Vaticana, Città del Vaticano, 2003, ISBN 88-209-7422-3
- Булла Amplissima plerumque, AAS 42 (1950), стр. 705
- Булла Qui idcirco, стр. 926  (лат.)